# Melonenbaumgewächse
Die Melonenbaumgewächse (Caricaceae) sind eine Pflanzenfamilie in der Ordnung der Kreuzblütlerartigen (Brassicales). Die etwa 34 Arten sind in der Neotropis verbreitet; nur zwei Arten gibt es in Afrika. Die Papaya (Carica papaya) ist eine wichtige Nutzpflanze.

## Beschreibung

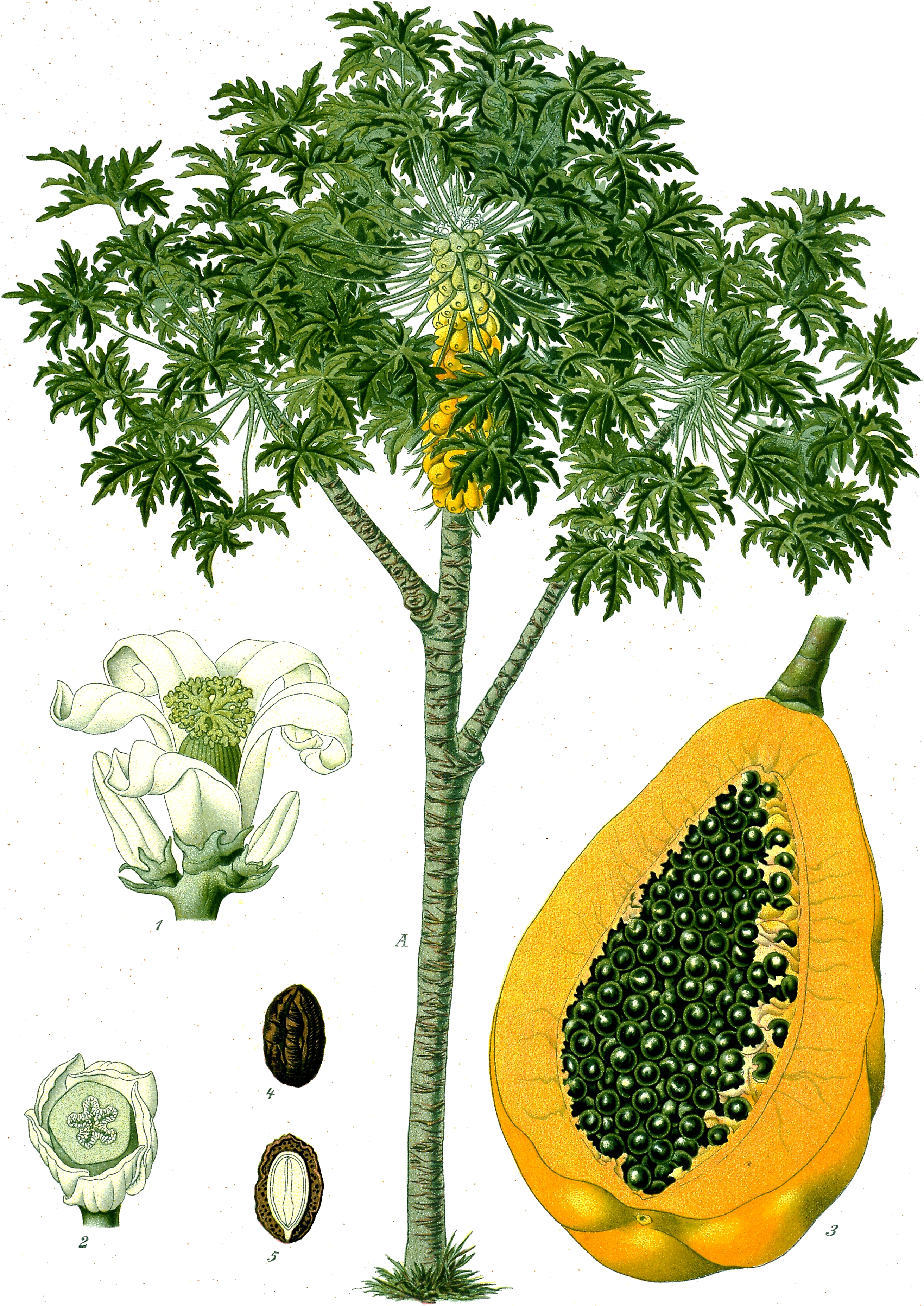
Illustration der Papaya (Carica papaya)

### Vegetative Merkmale
Es sind meist verholzende Pflanzen, kleine Bäume und Sträucher; nur die Jarilla-Arten sind krautige Pflanzen. Die wechselständigen, gestielten Laubblätter sind gelappt oder zusammengesetzt. 

### Generative Merkmale
Die Blüten stehen einzeln oder in zymösen Blütenständen. Die Arten sind einhäusig (monözisch) oder zweihäusig (diözisch) getrenntgeschlechtig.
Die eingeschlechtigen Blüten sind radiärsymmetrisch und fünfzählig. Es sind fünf kleine Kelchblätter vorhanden. Die fünf Kronblätter sind verwachsen; mit einer kurzen Röhre bei den weiblichen und einer langen bei den männlichen Blüten. Die männlichen Blüten enthalten einen oder zwei Kreise mit (je) fünf fertilen Staubblättern; sie sind untereinander frei bei Carica oder bei den anderen Gattung an ihre Basis zu einer kleinen Röhre verwachsen, aber sie sind immer mit der Kronröhre verwachsen. Bei den weiblichen Blüten sind fünf Fruchtblätter zu einem oberständigen Fruchtknoten verwachsen; es sind ein oder fünf Griffel vorhanden, die teilweise verwachsen sein können, es sind fünf Narben vorhanden. Jedes Fruchtknotenfach enthält 30 bis 100 Samenanlagen.
Die Frucht ist eine Beere.

## Systematik und Verbreitung

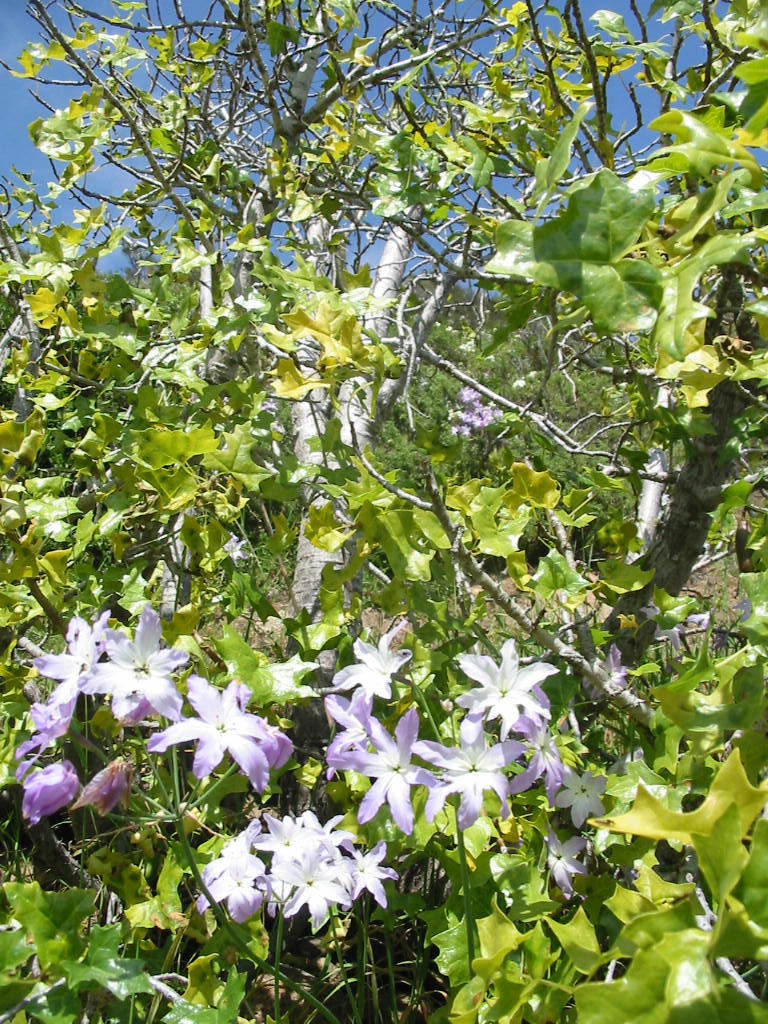
Habitus und Blüten von Vasconcellea chilensis

Das Areal der Familie ist disjunkt. Die Arten sind hauptsächlich in Zentral- und Südamerika, in der so genannten Neotropis, verbreitet; zwei Arten gibt es in Afrika (nur aus der Gattung Cylicomorpha).
Carvalho und Renner stellten 2012 eine molekulare Phylogenie vor, die alle Arten enthält. Die meisten Arten wurden, bis molekulargenetische Daten vorlagen, in die Gattung Carica gestellt. Es stellte sich heraus, dass Carica papaya eine isolierte Linie darstellt und damit die Gattung Carica monotypisch ist.
In der Familie der Caricaceae gibt es sechs Gattungen mit etwa 34 Arten:
- Carica L.: Sie enthält nur noch eine Art:[1]
  - Melonenbaum (Carica papaya L.)
- Cylicomorpha Urb.: Sie enthält nur zwei Arten; diese sind im tropischen Afrika verbreitet.[1]
- Horovitzia Badillo: Sie enthält nur eine Art:[1]
  - Horovitzia cnidoscoloides (Lorence & Torres) Badillo: Sie kommt nur im mexikanischen Bundesstaat Oaxaca vor
- Jacaratia A.DC.: Die etwa acht Arten sind von Mexiko über Zentralamerika bis Brasilien verbreitet.[1]
- Jarilla Rusby: Die etwa drei Arten sind von Mexiko bis Guatemala verbreitet.[1]
  - Jarilla chocola Standl.: Aus Mexiko, Guatemala und El Salvador.
- Vasconcellea A.St.-Hil.: Die 20 bis 21 Arten sind in der Neotropis verbreitet und gedeihen vorwiegend aber in den nordwestlichen Anden.[1] Darunter:
  - Berg-Papaya (Vasconcellea pubescens A.DC.): Aus Panama, Venezuela, Kolumbien, Ecuador, Peru und Bolivien